# Heudebouville
Heudebouville es una localidad y comuna francesa situada en la región de Alta Normandía, departamento de Eure, en el distrito de Les Andelys y cantón de Louviers-Nord.

## Demografía
| 594 | 579 | 630 | 664 | 677 | 701 | 652 | 616 | 577 | 560 | 548 | 532 | 580 | 532 | 533 | 515 | 484 | 436 | 396 | 407 | 393 | 384 | 375 | 331 | 364 | 358 | 332 | 383 | 402 | 557 | 632 | 709 |
| Para los censos de 1962 a 1999 la población legal corresponde a la población sin duplicidades (Fuente: INSEE [Consultar]) |     |     |     |     |     |     |     |     |     |     |     |     |     |     |     |     |     |     |     |     |     |     |     |     |     |     |     |     |     |     |     |

Gráfica de la evolución de la población desde 1794 a 1999